# Distrito de Virudhunagar
Virudhunagar (en Tamil; விருதுநகர் மாவட்டம் ) es un distrito de India, en el estado de Tamil Nadu . 
Comprende una superficie de 4 283 km².
El centro administrativo es la ciudad de Virudhunagar.

## Demografía
Según censo 2011 contaba con una población total de 1 943 309 habitantes.